# Giovanni Ignoffo
Giovanni Battista Ignoffo (Palermo, 3 aprile 1977) è un allenatore di calcio ed ex calciatore italiano.

## Carriera

### Giocatore

#### Palermo e Marsala

Un giovane Ignoffo ai tempi delle giovanili del.

Nato a Palermo da genitori originari di Monreale, cresce tra il quartiere dei Cappuccini e la stessa città monrealese.
Qui inizia a giocare a calcio, entrando a 10 anni negli esordienti del Monreale, per poi fare il salto di qualità nel 1988, aggregandosi nelle giovanili della principale squadra del capoluogo siciliano, il Palermo. Dopo aver fatto tutta la trafila delle giovanili, all'inizio della stagione 1995-1996, entra nel giro della prima squadra, venendo convocato per la prima volta - senza debuttare - in occasione della gara di Serie B contro il Cesena del 3 settembre 1995.
Nel corso della prima stagione in maglia rosanero colleziona dodici panchine senza mai giocare, motivo per cui nell'estate 1996 si trasferisce a titolo temporaneo al Leffe, in Serie C2.
Dopo 27 presenze senza reti con la maglia azzurra, nel luglio 1997 Ignoffo fa ritorno al Palermo, nel frattempo retrocesso in Serie C1.
La stagione è particolarmente difficile per i rosanero, che finiscono con la retrocessione in Serie C2, successivamente evitata grazie al ripescaggio. Nonostante ciò, Ignoffo colleziona 22 presenze, esordendo in Coppa Italia il 24 agosto contro la Reggina e in campionato il 31 agosto contro l'Avellino.
Nella prima parte della stagione, sotto la guida di Giorgio Rumignani, Ignoffo è titolare in tutte le gare. Tuttavia, il cambio di allenatore alla 7ª giornata, con Ignazio Arcoleo al posto di Rumignani, ne riduce progressivamente l’impiego, fino a essere quasi del tutto escluso dai piani tattici nei due mesi finali di stagione. Solo grazie all’intervento dei senatori della squadra, Ignoffo torna in campo in occasione della gara di play-out persa 1-0 contro la Battipagliese, risultando comunque uno dei migliori in campo. In lizza per un posto da titolare nella gara di ritorno, due giorni prima della partita subisce uno stiramento che gli fa concludere anzitempo l'annata.
Nell'avvio dell'annata successiva, in assenza di Roberto Biffi, viene nominato capitano.
Tuttavia, ad agosto subisce la rottura dei crociati del ginocchio destro ed è costretto a stare fuori per cinque mesi.
Torna in campo il 24 aprile 1999 nella gara vinta di misura per 0-1 contro il Lodigiani e gioca successivamente anche due delle ultime tre partite di campionato e le due gare dei play-off contro il Savona, perse complessivamente 0-2.
In apertura della terza stagione in maglia rosanero, Ignoffo diventa sempre più un punto chiave del club capace di concludere tra i primi posti in classifica e con la migliore difesa il girone d'andata, ma nel gennaio 2000 decide di cambiare squadra a causa del malcontento degli stessi tifosi del Palermo.
Si trasferisce dunque al Marsala, sempre in C1, dove gioca quattro mesi in coppia con Pietro Accardi, già suo compagno di squadra nelle giovanili del Palermo. Nell'esperienza con il club trapanese gioca solo 12 partite, non riuscendo dunque né ad essere incisivo né ad evitare la retrocessione del club in Serie C2.

#### Avellino
Conclusi i quattro mesi a Marsala, nell'estate 2000 si trasferisce all'Avellino.
Debutta già il 13 agosto 2000 in Coppa Italia contro l'Atalanta, prima di debuttare con la maglia dei lupi pure in campionato contro la Fermana.
Nel corso della sua prima stagione con gli Irpini si dimostra un membro importante della rosa guidata dall'italo-argentino Aldo Ammazzalorso, giocando 37 delle 39 partite stagionali e aiutando il club a raggiungere il 4º posto in classifica e l'accesso ai play-off, persi anche stavolta a vantaggio del Catania.
Inoltre, nel finale di stagione, nell'ultima partita di C1 contro il Messina, è protagonista, seppur indirettamente, della promozione del Palermo in Serie B. La vittoria della sua squadra contro i peloritani, infatti, favorisce il club rosanero e, viste le sue origini palermitane, al termine della partita viene preso di mira - assieme al compagno Massimiliano Pisciotta - dai calciatori del Messina, che fanno scoppiare una rissa negli spogliatoi.
All'inizio della stagione 2001-2002 diventa capitano dopo l'addio in direzione Catania di Massimo Demartis.
In qualità di capitano gioca altre due stagioni con gli Irpini: la stagione 2001-2002 in cui segna il suo primo gol da professionista contro la Viterbese e la stagione 2002-2003, in cui conquista la vittoria del campionato di Serie C1, dopo un lungo testa a testa contro il Pescara.

#### Perugia
Ormai in scadenza di contratto, nel luglio 2003 si trasferisce al Perugia, firmando un contratto annuale con opzione per un triennale automatico al raggiungimento di 18 presenze da almeno 45 minuti in campionato.
Inizia la stagione debuttando a luglio nelle competizioni europee, in occasione della gara di ritorno del terzo turno di Interoto contro i finlandesi dell'Allianssi.
Non gioca altre partite nella suddetta competizione ma, il mese successivo, dopo una cavalcata che vede il Perugia vincere contro Nantes e Wolfsburg, conquista da comprimario la Coppa Intertoto e l'accesso alla Coppa UEFA.
Gioca poco anche in campionato, rimanendo in panchina per le prime quattro giornate.
Debutta ufficialmente in Serie A dunque solo alla quinta giornata, il 5 ottobre 2003, contro la Reggina; mentre dieci giorni dopo debutta anche in Coppa UEFA contro il Dundee.
Fra ottobre e febbraio riesce ad ottenere maggiore spazio e il 14 dicembre in occasione del pareggio interno per 3-3 contro la Sampdoria trova la prima rete con la maglia dei grifoni.
Nel mentre prosegue anche la sua esperienza europea con il club, conclusosi al terzo turno contro gli olandesi dell'Ajax.
Nell'ultima parte di stagione vede il proprio impiego ridursi drasticamente e chiude la stagione con la retrocessione in B della squadra umbra dopo lo spareggio con la Fiorentina.

#### Prestito al Napoli
Ormai relegato ai margini della formazione umbra, nonostante venga utilizzato per le prime tre gare di Coppa Italia, nel settembre 2004 viene mandato in prestito in C1 al nuovo Napoli di Aurelio De Laurentiis, voluto dal direttore sportivo Pierpaolo Marino.
Al debutto con i partenopei al San Paolo, il 26 settembre davanti a 70 000 spettatori, segna la prima rete nel 3-3 finale contro il Cittadella; rete che tra l'altro risulta essere la prima della nuova gestione del club.
Durante l'annata si rivela essere uno dei punti fermi degli azzurri, sia nella prima parte di campionato sotto la guida di Gian Piero Ventura che nella seconda parte sotto quella di Edoardo Reja, contribuendo al raggiungimento finale del 3º posto nel proprio girone.
Inizialmente, gioca anche la prima gara dei play-off contro la Sambenedettese, venendo espulso per doppia ammonizione. Viene dunque escluso nella successiva gara di ritorno, ma anche nel doppio confronto in finale contro l'Avellino, perso 2-1  on aggregate.
Nonostante l’ottima annata, a fine stagione non viene rinnovato dai partenopei a causa di cavilli burocratici. Fa quindi ritorno a Perugia, ma solo temporaneamente. Infatti, il 15 luglio 2005, con la revoca dell’affiliazione alla FIGC dell’Associazione Calcio Perugia, rimane svincolato.

#### Ultime esperienze
Ormai svincolato, continua la sua carriera tra la Campania e la Puglia, giocando tra il 2005 e il 2010 per Salernitana, Foggia e Benevento.
Curiosamente, durante questi anni perde per cinque volte consecutive i play-off di Serie C, ottenendo un record negativo.
Il 6 agosto 2010 viene ufficializzato il suo passaggio al Siracusa, di cui diventa subito capitano.
Gioca per i siracusani per due stagioni, ma a seguito della rinuncia del club siracusano ad iscriversi alla Lega Pro Prima Divisione, rimane svincolato.
Il 24 luglio 2012 però si accorda con il Messina, formazione militante in Serie D. Segna la sua prima rete con la squadra peloritana il 28 ottobre contro la Vibonese, vinta per 1-0 dai siciliani; segnando anche la rete della vittoria del Messina nella gara di ritorno. A fine stagione, con la squadra siciliana ottiene la promozione in Lega Pro Seconda Divisione e viene nominato miglior difensore del campionato di Serie D. Fa parte dell'organico del Messina anche nella stagione 2013-2014 dove ottiene la seconda promozione consecutiva portando il club peloritano in terza serie, prima di ritirarsi ufficialmente.

### Allenatore
Lasciato il calcio giocato, il 20 giugno 2014 approda nei Giovanissimi del Benevento. 
Nel 2016 gli viene affidata dalla società sannita la panchina della formazione giovanile primavera. Al termine della stagione decide di non proseguire il rapporto di lavoro con il Benevento.
Nel 2017 assume la carica di allenatore dell'Under 17 del Palermo.
Il 1º agosto 2019 diviene il tecnico dell'Avellino, coadiuvato da Daniele Cinelli. Viene esonerato al 16 ottobre dopo la sconfitta contro la Paganese e sostituito da Ezio Capuano.
Il 13 settembre 2020 viene ufficializzato come nuovo tecnico del Siracusa, formazione di Eccellenza col chiaro obiettivo di vincere il campionato. Con il Siracusa riesce a centrare la finale contro il Giarre per accedere in Serie D, perdendola per 3-2. 
Il 18 agosto 2021 subentra a Francesco Cozza sulla panchina del San Luca, Club calabrese di serie D.
Il 9 Novembre, dopo il pareggio interno contro il Paternò ed aver racimolato 13 punti in 10 giornate di campionato, che collocano la squadra al dodicesimo posto in graduatoria, viene esonerato.
Il 27 dicembre 2022 assume la guida dell'Acireale, in Serie D, al posto dell'esonerato Massimo Costantino terminando il campionato all’undicesimo posto.
Terminata l'esperienza con i granata, si accorda con il Ragusa, sempre in Serie D.
Il 31 luglio 2024 viene nominato ufficialmente nuovo allenatore del Chieti, in Serie D. Il successivo 2 dicembre viene esonerato dopo 14 giornate con la squadra terza in classifica a sette punti dal primo posto, e viene collocato come nuovo direttore tecnico della squadra. L'11 dicembre 2024 abbandona definitivamente la società teatina.

## Statistiche

### Presenze e reti nei club
Statistiche aggiornate al 18 maggio 2014.
| Stagione         | Squadra          | Campionato       | Campionato | Campionato | Coppe nazionali | Coppe nazionali | Coppe nazionali | Coppe continentali | Coppe continentali | Coppe continentali | Altre coppe | Altre coppe | Altre coppe | Totale | Totale |
| Stagione         | Squadra          | Comp             | Pres       | Reti       | Comp            | Pres            | Reti            | Comp               | Pres               | Reti               | Comp        | Pres        | Reti        | Pres   | Reti   |
| ---------------- | ---------------- | ---------------- | ---------- | ---------- | --------------- | --------------- | --------------- | ------------------ | ------------------ | ------------------ | ----------- | ----------- | ----------- | ------ | ------ |
| 1995-1996        | Palermo          | B                | 0          | 0          | CI              | 0               | 0               | -                  | -                  | -                  | -           | -           | -           | 0      | 0      |
| 1996-1997        | Leffe            | C1               | 27         | 0          | -               | -               | -               | -                  | -                  | -                  | -           | -           | -           | 27     | 0      |
| 1997-1998        | Palermo          | CI               | 20+1       | 0          | CI+CI-C         | 1+2             | 0               | -                  | -                  | -                  | -           | -           | -           | 24     | 0      |
| 1998-1999        | Palermo          | C1               | 3+2        | 0          | CI-C            | 1               | 0               | -                  | -                  | -                  | -           | -           | -           | 6      | 0      |
| 1999-gen. 2000   | Palermo          | C1               | 16         | 0          | CI+CI-C         | 5+2             | 1+0             | -                  | -                  | -                  | -           | -           | -           | 23     | 1      |
| Totale Palermo   | Totale Palermo   | Totale Palermo   | 42         | 0          |                 | 11              | 1               |                    | 0                  | 0                  |             | -           | -           | 53     | 0      |
| gen.-giu. 2000   | Marsala          | C1               | 12         | 0          | -               | -               | -               | -                  | -                  | -                  | -           | -           | -           | 12     | 0      |
| 2000-2001        | Avellino         | C1               | 32+2       | 0          | CI+CI-C         | 3+2+            | 0+1             | -                  | -                  | -                  | -           | -           | -           | 39+    | 1      |
| 2001-2002        | Avellino         | C1               | 32         | 2          | CI+CI           | 3+?             | 0+?             | -                  | -                  | -                  | -           | -           | -           | 35     | 2      |
| 2002-2003        | Avellino         | C1               | 29         | 2          | CI              | ?               | ?               | -                  | -                  | -                  | SI-C        | 2           | 0           | 31     | 2      |
| Totale Avellino  | Totale Avellino  | Totale Avellino  | 95         | 4          |                 | 8+              | 1               |                    | 0                  | 0                  |             | 2           | 0           | 105+   | 5      |
| 2003-2004        | Perugia          | A                | 14+0       | 1+0        | CI              | 4               | 0               | Int.+CU            | 1+5                | 0                  | -           | -           | -           | 24     | 1      |
| ago.-set. 2004   | Perugia          | B                | 0          | 0          | CI              | 3               | 0               | -                  | -                  | -                  | -           | -           | -           | 3      | 0      |
| Totale Perugia   | Totale Perugia   | Totale Perugia   | 14         | 1          |                 | 7               | 0               |                    | 6                  | 0                  |             | -           | -           | 27     | 1      |
| 2004-2005        | Napoli           | C1               | 32+1       | 2          | -               | -               | -               | -                  | -                  | -                  | -           | -           | -           | 33     | 2      |
| 2005-2006        | Salernitana      | C1               | 32+2       | 0          | -               | -               | -               | -                  | -                  | -                  | -           | -           | -           | 34     | 0      |
| 2006-2007        | Foggia           | C1               | 31+4       | 1+0        | CI-C            | 3+              | 1               | -                  | -                  | -                  | -           | -           | -           | 38+    | 2      |
| 2007-2008        | Foggia           | C1               | 30+2       | 2+0        | CI-C            | ?               | ?               | -                  | -                  | -                  | -           | -           | -           | 32+    | 2+     |
| Totale Foggia    | Totale Foggia    | Totale Foggia    | 67         | 3          |                 | 3+              | 1               |                    | -                  | -                  |             | -           | -           | 70+    | 4      |
| 2008-2009        | Benevento        | 1D               | 28+2       | 0          | CI+CI-LP        | 3+?             | 0               | -                  | -                  | -                  | -           | -           | -           | 33+    | 0      |
| 2009-2010        | Benevento        | 1D               | 15         | 1          | CI+CI-LP        | 1+1             | 0               | -                  | -                  | -                  | -           | -           | -           | 17     | 1      |
| Totale Benevento | Totale Benevento | Totale Benevento | 45         | 1          |                 | 5+              | 0               |                    | 0                  | 0                  |             | 0           | 0           | 50+    | 1      |
| 2010-2011        | Siracusa         | 1D               | 30         | 0          | CI              | 0               | 0               | -                  | -                  | -                  | -           | -           | -           | 30     | 0      |
| 2011-2012        | Siracusa         | 1D               | 20+0       | 2+0        | CI              | 2               | 0               | -                  | -                  | -                  | -           | -           | -           | 22     | 2      |
| Totale Siracusa  | Totale Siracusa  | Totale Siracusa  | 50         | 2          |                 | 2               | 0               |                    | 0                  | 0                  |             | 0           | 0           | 52     | 2      |
| 2012-2013        | Messina          | D                | 28+2       | 2          | CI-D            | 2               | 0               | -                  | -                  | -                  | -           | -           | -           | 32     | 2      |
| 2013-2014        | Messina          | 2D               | 23         | 0          | CI-LP           | 2               | 1               | -                  | -                  | -                  | S-2D        | 1           | 0           | 26     | 1      |
| Totale Messina   | Totale Messina   | Totale Messina   | 53         | 2          |                 | 4               | 1               |                    | 0                  | 0                  |             | 1           | 0           | 58     | 3      |
| Totale carriera  | Totale carriera  | Totale carriera  | 472        | 15         |                 | 40+             | 4               |                    | 6                  | 0                  |             | 3           | 0           | 521+   | 19     |

### Statistiche da allenatore
Statistiche aggiornate al 17 novembre 2024.
| Stagione        | Squadra         | Campionato      | Campionato | Campionato | Campionato | Campionato | Coppe nazionali | Coppe nazionali | Coppe nazionali | Coppe nazionali | Coppe nazionali | Coppe continentali | Coppe continentali | Coppe continentali | Coppe continentali | Coppe continentali | Altre coppe | Altre coppe | Altre coppe | Altre coppe | Altre coppe | Totale | Totale | Totale | Totale | % Vittorie | Piazzamento |
| Stagione        | Squadra         | Comp            | G          | V          | N          | P          | Comp            | G               | V               | N               | P               | Comp               | G                  | V                  | N                  | P                  | Comp        | G           | V           | N           | P           | G      | V      | N      | P      | %          | Piazzamento |
| --------------- | --------------- | --------------- | ---------- | ---------- | ---------- | ---------- | --------------- | --------------- | --------------- | --------------- | --------------- | ------------------ | ------------------ | ------------------ | ------------------ | ------------------ | ----------- | ----------- | ----------- | ----------- | ----------- | ------ | ------ | ------ | ------ | ---------- | ----------- |
| ago.-ott. 2019  | Avellino        | C               | 9          | 3          | 1          | 5          | CI-C            | 2               | 1               | 1               | 0               | -                  | -                  | -                  | -                  | -                  | -           | -           | -           | -           | -           | 11     | 4      | 2      | 5      | 36,36      | Eson.       |
| 2020-2021       | Siracusa        | Ecc.            | 17         | 13         | 3          | 1          | -               | -               | -               | -               | -               | -                  | -                  | -                  | -                  | -                  | -           | -           | -           | -           | -           | 17     | 13     | 3      | 1      | 76,47      | 2º          |
| lug.-nov. 2021  | San Luca        | D               | 9          | 2          | 4          | 3          | CI-D            | 1               | 0               | 1               | 0               | -                  | -                  | -                  | -                  | -                  | -           | -           | -           | -           | -           | 10     | 2      | 5      | 3      | 20,00      | Eson.       |
| dic. 2022-2023  | Acireale        | D               | 17         | 6          | 5          | 6          | CI-D            | -               | -               | -               | -               | -                  | -                  | -                  | -                  | -                  | -           | -           | -           | -           | -           | 17     | 6      | 5      | 6      | 35,29      | Sub., 11º   |
| 2023-2024       | Ragusa          | D               | 34         | 14         | 8          | 12         | CI-D            | 2               | 1               | 0               | 1               | -                  | -                  | -                  | -                  | -                  | -           | -           | -           | -           | -           | 36     | 15     | 8      | 13     | 41,67      | 8º          |
| giu.-dic. 2024  | Chieti          | D               | 12         | 6          | 5          | 1          | CI-D            | 1               | 0               | 0               | 1               | -                  | -                  | -                  | -                  | -                  | -           | -           | -           | -           | -           | 13     | 6      | 5      | 2      | 46,15      | Eson.       |
| Totale carriera | Totale carriera | Totale carriera | 98         | 44         | 26         | 28         |                 | 6               | 2               | 2               | 2               |                    | -                  | -                  | -                  | -                  |             | -           | -           | -           | -           | 104    | 46     | 28     | 30     | 44,23      |             |

## Palmarès

### Competizioni internazionali
- Coppa Intertoto UEFA: 1

Perugia: 2003

#### Competizioni nazionali
- Coppa Italia Serie C: 1

Foggia: 2006-2007
- Campionato italiano Serie C1: 1

Avellino: 2002-2003
- Campionato italiano Serie D: 1

Messina: 2012-2013
- Lega Pro Seconda Divisione: 1

Messina: 2013-2014